# Rivière Déception Est
Pour les articles homonymes, voir Déception (homonymie).
La rivière Déception Est est un affluent de la rivière Déception dont le courant se déverse successivement dans la baie Déception, puis dans le détroit d'Hudson. La rivière Déception Est coule dans le territoire non organisé de Rivière-Koksoak faisant partie de l'administration régionale Kativik, dans la région administrative du Nord-du-Québec, au Québec, au Canada.

## Géographie
Le lac Rinfret (longueur : 2,4 km ; altitude : 609 m) constitue la source de la rivière Déception Est. Ce lac est situé à 1,4 km au sud-ouest du lac de tête de la rivière de Puvirnituq, à 8,1 km au nord-ouest du lac Raglan, à 8,4 km à l'ouest du lac Letendre, à 12,1 km au nord du lac du Bombardier et à 6,4 km au nord de l'aéroport de Donaldson.
L'embouchure du lac Rinfret est situé du côté sud. À partir du lac de tête, la rivière Déception Est coule sur 9,4 km vers l'ouest, en recueillant sept ruisseaux du côté sud et trois du côté nord, jusqu'à se déverser sur la rive ouest de la rivière Déception.
Les bassins versants voisins de la rivière Déception Est sont :
- côté nord : rivière Déception
- côté est : rivière Déception, rivière Kangillialuk ;
- côté sud : rivière de Puvirnituq
- côté ouest : lac Rinfret, lac Letendre, lac Raglan, rivière de Puvirnituq.

## Toponymie
L'origine de cet ancien toponyme reste inconnu. Ce toponyme avait initialement été attribué à la baie, puis à la rivière et enfin à un de ses tributaires. Deux hypothèses subsistent sur l'origine du toponyme. Certains soutiennent que ce nom proviendrait d'un navire de la Compagnie de la Baie d'Hudson ayant fait naufrage dans la baie lors d'une tempête, au XIXe siècle. D'autres estiment qu'il aurait été utilisé par John Arrowsmith pour souligner la déception qu'aurait eue à cet endroit, en 1611, Robert Greene et ses hommes à la suite des gestes d'inimitié de la part des Inuits.
Une carte éditée en 1834 par John Arrowsmith indique d'ailleurs les appellations "Deception Bay" ou "Forster Harbour".
Le toponyme "rivière Déception Est" a été officialisé le 12 février 1973 par la Commission de toponymie du Québec.